# Shooter's Hill
Shooter's Hill (o Shooters Hill) és un barri del districte londinenc de Greenwich, a Anglaterra (Regne Unit). Limita amb Bexley.